# Avvocata
Avvocata es un barrio que forma parte de la segunda municipalità de la ciudad de Nápoles, Italia, junto con los barrios Montecalvario, Mercato, Pendino, Porto y San Giuseppe.
Limita al norte, noroeste y noreste con los barrios Arenella (Via Matteo Renato Imbriani) y Stella (Via Fontanelle), al sur con los barrios Montecalvario y San Giuseppe (Piazza Dante) y al este con San Lorenzo (Via Pessina).
Es atravesado en toda su longitud por la Via Salvator Rosa, la calle más importante del barrio.

## Etimología
El nombre del barrio deriva del atributo latino Advocata, dado a la Virgen María, defensora de los hombres y mediadora para los pecadores. Es el participio pasado (advocatus), transformado en sustantivo femenino, del verbo advocare que significa "llamar en presencia".

## Historia
La zona ha sido habitada desde la antigüedad, como testimonia el puente romano encontrado en la Via Salvator Rosa y se han urbanizado varias veces a lo largo de los siglos, pero a pesar de esto el barrio tiene un aspecto bastante homogéneo que se debe a la arquitectura típica napolitana de los siglos XVIII al XIX que han reemplazado a las construcciones precedentes.

## Monumentos y lugares de interés
Son muy numerosos los testimonios artísticos dispersos por el barrio: la Basilica di Santa Maria della Pazienza y la Chiesa di Santa Maria Maddalena de' Pazzi en la Via Salvator Rosa y la Chiesa di San Potito en la misma zona, llamada también la Costigliola.
En la Via Salvator Rosa (la calle principal del barrio) hay grandes edificios históricos decorados con frisos monumentales que se caracterizan por tener patios interiores con grandes arcos y escaleras. Estos son los edificios más importantes que se encuentran en la calle:
- Palazzo Gatto
- Palazzo Bottiglieri
- Palazzo Tango
- Palazzo Loffredo

Es un tipo de arquitectura que ha inspirado la ambientación de innumerables comedias teatrales napolitanas y es reproducidas en muchas películas de Totò, por ejemplo el edificio que sirve de fondo de la película Miseria e nobiltà: escenografía reconstruida en Cinecittà pero que se inspiraba en un edificio real que aún existe en el barrio.
El barrio ha sido recientemente protagonista de una ambiciosa obra de remodelación que tuvo origen en la apertura de las "estaciones del arte" del Metro de Nápoles: Salvator Rosa y Materdei. Estas estaciones no se limitan a ser un museo de arte moderno en sus pasillos interiores, sino que esta museicidad va más allá e invade el barrio y los edificios que lo rodean.
Merece ser citado el llamado Palazzo blu situado frente a la estación de Salvator Rosa: con seis plantas de altura y totalmente pintado de azul ultramar, en el que se han colocado, debajo de cada ventana, láminas doradas onduladas que imitan ropa tendida movida por el viento. 

## Transporte
|  | Las salidas Arenella y Capodimonte de la Tangenziale di Napoli son las más cercanas al barrio.                   |
|  | En el barrio está situada la estación Salvator Rosa de la línea 1 del Metro de Nápoles.                          |
|  | Las calles más importantes son la Via Salvator Rosa, la Via Girolamo Santacroce y la Vía Matteo Renato Imbriani. |
|  | El barrio es servido por los autobuses de la ciudad.                                                             |